# Stylops dalii
Stylops dalii  (лат.) — вид веерокрылых насекомых рода Stylops из семейства Stylopidae. Европа.
Паразиты пчёл Andrena sp. (Andrenidae). Лапки самцов 4-члениковые, усики 6-члениковые с боковыми отростками. Голова поперечная. Обладают резким половым диморфизмом: самцы крылатые (2 пары узких крыльев: передние маленькие и узкие, задние широкие), самки бескрылые червеобразные эндопаразиты.
Вид был впервые описан в 1828 году британским энтомологом Уильямом Кёртисом (William Curtis 1746—1799) и именован по видовому названию пчелы-хозяина.